# Stecklenberg
Stecklenberg là một đô thị thuộc huyện Harz, bang Sachsen-Anhalt, Đức. Đô thị Stecklenberg có diện tích 5,98 km², dân số thời điểm ngày 31 tháng 12 năm 2006 là 663 người.